# Okręgowe rozgrywki w piłce nożnej województwa świętokrzyskiego (2012/2013)
Okręgowe rozgrywki w piłce nożnej w województwie świętokrzyskim w sezonie 2012/2013 organizowane były przez Świętokrzyski Związek Piłki Nożnej. Rozgrywki regionalne w województwie prowadzone były na 4 szczeblach rozgrywkowych – IV lidze, Klasie Okręgowej, Klasie A (2 grupy) oraz Klasie B (4 grupy).
Drużyny z województwa świętokrzyskiego występujące w centralnych i makroregionalnych poziomach rozgrywkowych:
- Ekstraklasa – Korona Kielce
- I liga – brak
- II liga – brak
- III liga, gr. VII – Wisła Sandomierz, Łysica Bodzentyn, Granat Skarżysko-Kamienna, Wierna Małogoszcz, Czarni Połaniec, Juventa Starachowice

| Rozgrywki                      | Poziomy rozgrywkowe w sezonie 2012/2013 | Poziomy rozgrywkowe w sezonie 2012/2013 | Poziomy rozgrywkowe w sezonie 2012/2013 | Poziomy rozgrywkowe w sezonie 2012/2013 | Poziomy rozgrywkowe w sezonie 2012/2013 |
| ------------------------------ | --------------------------------------- | --------------------------------------- | --------------------------------------- | --------------------------------------- | --------------------------------------- |
| Centralne                      | I poziom ligowy                         | Ekstraklasa                             | Ekstraklasa                             | Ekstraklasa                             | Ekstraklasa                             |
| Centralne                      | II poziom ligowy                        | I liga                                  | I liga                                  | I liga                                  | I liga                                  |
| Centralne                      | III poziom ligowy                       | II liga – 2 grupy                       | II liga – 2 grupy                       | II liga – 2 grupy                       | II liga – 2 grupy                       |
| Makroregionalne                | IV poziom ligowy                        | III liga – 8 grup                       | III liga – 8 grup                       | III liga – 8 grup                       | III liga – 8 grup                       |
| Okręgowe (woj. świętokrzyskie) | V poziom ligowy                         | IV liga                                 | IV liga                                 | IV liga                                 | IV liga                                 |
| Okręgowe (woj. świętokrzyskie) | VI poziom ligowy                        | Klasa Okręgowa                          | Klasa Okręgowa                          | Klasa Okręgowa                          | Klasa Okręgowa                          |
| Okręgowe (woj. świętokrzyskie) | VII poziom ligowy                       | Klasa A – gr. świętokrzyska I           | Klasa A – gr. świętokrzyska I           | Klasa A – gr. świętokrzyska II          | Klasa A – gr. świętokrzyska II          |
| Okręgowe (woj. świętokrzyskie) | VIII poziom ligowy                      | Klasa B – gr. świętokrzyska I           | Klasa B – gr. świętokrzyska II          | Klasa B – gr. świętokrzyska III         | Klasa B – gr. świętokrzyska IV          |

## Rozgrywki regionalne

### IV liga
| Lp. | Drużyna                                   | M  | Z  | R  | P  | Bramki | Bramki | Różn. | Pkt | Uwagi                       | Bezpośrednio |
| --- | ----------------------------------------- | -- | -- | -- | -- | ------ | ------ | ----- | --- | --------------------------- | ------------ |
| 1   | KSZO 1929 Ostrowiec Świętokrzyski (M) (A) | 30 | 21 | 5  | 4  | 55     | 22     | +33   | 68  | Awans do III ligi           |              |
| 2   | Nida Pińczów (A)                          | 30 | 20 | 4  | 6  | 65     | 28     | +37   | 64  | Awans do III ligi           |              |
| 3   | Lubrzanka Kajetanów                       | 30 | 19 | 3  | 8  | 69     | 39     | +30   | 60  |                             |              |
| 4   | Naprzód Jędrzejów                         | 30 | 14 | 10 | 6  | 39     | 28     | +11   | 52  |                             |              |
| 5   | Hetman Włoszczowa                         | 30 | 15 | 4  | 11 | 59     | 51     | +8    | 49  |                             |              |
| 6   | Pogoń 1945 Staszów                        | 30 | 14 | 5  | 11 | 43     | 40     | +3    | 47  |                             |              |
| 7   | Unia Sędziszów                            | 30 | 11 | 13 | 6  | 56     | 43     | +13   | 46  |                             |              |
| 8   | Alit Ożarów                               | 30 | 11 | 11 | 8  | 41     | 41     | 0     | 44  | ALO - SKW 3:1 SKW - ALO 1:2 |              |
| 9   | Sparta Kazimierza Wielka                  | 30 | 13 | 5  | 12 | 44     | 44     | 0     | 44  | ALO - SKW 3:1 SKW - ALO 1:2 |              |
| 10  | Partyzant Radoszyce                       | 30 | 12 | 4  | 14 | 48     | 45     | +3    | 40  |                             |              |
| 11  | Zdrój Busko-Zdrój                         | 30 | 11 | 4  | 15 | 42     | 41     | +1    | 37  |                             |              |
| 12  | Spartakus Daleszyce                       | 30 | 9  | 8  | 13 | 34     | 45     | −11   | 35  |                             |              |
| 13  | ŁKS Łagów                                 | 30 | 8  | 5  | 17 | 48     | 65     | −17   | 29  |                             |              |
| 14  | Orlęta Kielce                             | 30 | 8  | 4  | 18 | 39     | 64     | −25   | 28  |                             |              |
| 15  | Orlicz Suchedniów                         | 30 | 6  | 5  | 19 | 29     | 58     | −29   | 23  |                             |              |
| 16  | Sokół Rykoszyn (S)                        | 30 | 2  | 2  | 26 | 24     | 81     | −57   | 8   | Spadek do Klasy Okręgowej   |              |

### Klasa Okręgowa
| Lp. | Drużyna                      | M  | Z  | R  | P  | Bramki | Bramki | Różn. | Pkt | Uwagi                       | Bezpośrednio                |
| --- | ---------------------------- | -- | -- | -- | -- | ------ | ------ | ----- | --- | --------------------------- | --------------------------- |
| 1   | Skała Tumlin (M) (A)         | 30 | 20 | 6  | 4  | 92     | 44     | +48   | 66  | Awans do IV ligi            | TUM - KLI 8:0 KLI - TUM 3:5 |
| 2   | Klimontowianka Klimontów (A) | 30 | 21 | 3  | 6  | 74     | 55     | +19   | 66  | Awans do IV ligi            | TUM - KLI 8:0 KLI - TUM 3:5 |
| 3   | Moravia Morawica             | 30 | 17 | 7  | 6  | 61     | 38     | +23   | 58  |                             |                             |
| 4   | Neptun Końskie               | 30 | 16 | 7  | 7  | 60     | 34     | +26   | 55  |                             |                             |
| 5   | GKS Nowiny                   | 30 | 15 | 7  | 8  | 78     | 52     | +26   | 52  |                             |                             |
| 6   | Piast Stopnica               | 30 | 13 | 7  | 10 | 37     | 41     | −4    | 46  |                             |                             |
| 7   | Kamienna Brody               | 29 | 13 | 5  | 11 | 53     | 54     | −1    | 44  | BRO - CHM 1:1 CHM - BRO 1:2 |                             |
| 8   | Zenit Chmielnik              | 30 | 11 | 11 | 8  | 42     | 30     | +12   | 44  | BRO - CHM 1:1 CHM - BRO 1:2 |                             |
| 9   | Samson Samsonów              | 30 | 12 | 5  | 13 | 49     | 62     | −13   | 41  |                             |                             |
| 10  | Nidzianka Bieliny            | 30 | 11 | 5  | 14 | 55     | 58     | −3    | 38  | BIE - LSS 2:0 LSS - BIE 1:3 |                             |
| 11  | LZS Samborzec                | 30 | 11 | 5  | 14 | 50     | 58     | −8    | 38  | BIE - LSS 2:0 LSS - BIE 1:3 |                             |
| 12  | Sparta Dwikozy               | 30 | 9  | 10 | 11 | 53     | 50     | +3    | 37  |                             |                             |
| 13  | GKS Rudki                    | 30 | 10 | 4  | 16 | 37     | 41     | −4    | 34  |                             |                             |
| 14  | Wicher Miedziana Góra (S)    | 30 | 8  | 5  | 17 | 43     | 66     | −23   | 29  | Spadek do Klasy A           |                             |
| 15  | Piaskowianka Piaski (S)      | 30 | 3  | 3  | 24 | 34     | 88     | −54   | 12  | Spadek do Klasy A           |                             |
| 16  | Zryw Skroniów (S)            | 29 | 3  | 2  | 24 | 29     | 76     | −47   | 11  | Spadek do Klasy A           |                             |

### Klasa A

#### grupa świętokrzyska I
| Lp. | Drużyna                           | M  | Z  | R | P  | Bramki | Bramki | Różn. | Pkt | Uwagi                                     | Bezpośrednio |
| --- | --------------------------------- | -- | -- | - | -- | ------ | ------ | ----- | --- | ----------------------------------------- | ------------ |
| 1   | Astra Piekoszów (M) (A)           | 26 | 16 | 4 | 6  | 50     | 27     | +23   | 52  | Awans do Klasy Okręgowej                  |              |
| 2   | Gród Ćmińsk (A)                   | 26 | 16 | 4 | 6  | 65     | 31     | +34   | 52  | Awans do Klasy Okręgowej                  |              |
| 3   | Lechia Strawczyn                  | 26 | 16 | 4 | 6  | 71     | 36     | +35   | 52  |                                           |              |
| 4   | Polanie Pierzchnica               | 26 | 13 | 2 | 11 | 47     | 36     | +11   | 41  | przeniesienie do grupy świętokrzyskiej II |              |
| 5   | Granat II Skarżysko-Kamienna2     | 26 | 11 | 7 | 8  | 47     | 39     | +8    | 40  | Drużyna wycofana                          |              |
| 6   | Victoria Mniów                    | 26 | 12 | 3 | 11 | 45     | 43     | +2    | 39  |                                           |              |
| 7   | GLKS Krasocin                     | 26 | 11 | 5 | 10 | 34     | 42     | −8    | 38  |                                           |              |
| 8   | Zieleń Żelisławice                | 26 | 10 | 7 | 9  | 36     | 47     | −11   | 37  |                                           |              |
| 9   | Politechnika Świętokrzyska Kielce | 26 | 9  | 7 | 10 | 42     | 48     | −6    | 34  |                                           |              |
| 10  | Victoria Górki Szczukowskie       | 26 | 10 | 4 | 12 | 35     | 39     | −4    | 34  |                                           |              |
| 11  | GKS Górno                         | 26 | 9  | 4 | 13 | 24     | 41     | −17   | 31  |                                           |              |
| 12  | Astra Suchedniów1 (B)             | 26 | 9  | 3 | 14 | 35     | 50     | −15   | 30  | Baraże o utrzymanie Drużyna wycofana      |              |
| 13  | Czarnovia Kielce1                 | 26 | 4  | 6 | 16 | 26     | 55     | −29   | 18  | Drużyna wycofana                          |              |
| 14  | Piast Chęciny1                    | 26 | 2  | 8 | 16 | 24     | 47     | −23   | 14  |                                           |              |

#### grupa świętokrzyska II
| Lp. | Drużyna                              | M  | Z  | R | P  | Bramki | Bramki | Różn. | Pkt | Uwagi                    | Bezpośrednio |
| --- | ------------------------------------ | -- | -- | - | -- | ------ | ------ | ----- | --- | ------------------------ | ------------ |
| 1   | Stal Kunów (M) (A)                   | 26 | 18 | 8 | 0  | 72     | 16     | +56   | 62  | Awans do Klasy Okręgowej |              |
| 2   | Star Starachowice (A)                | 26 | 19 | 4 | 3  | 70     | 28     | +42   | 61  | Awans do Klasy Okręgowej |              |
| 3   | Zryw Zbigniewice                     | 26 | 15 | 3 | 8  | 57     | 37     | +20   | 48  |                          |              |
| 4   | Gród Wiślica                         | 26 | 13 | 4 | 9  | 63     | 42     | +21   | 43  |                          |              |
| 5   | Piast Osiek1 (S)                     | 26 | 12 | 5 | 9  | 38     | 37     | +1    | 41  | Spadek do klasy B        |              |
| 6   | Świt Ćmielów                         | 26 | 12 | 2 | 12 | 43     | 50     | −7    | 38  |                          |              |
| 7   | KSZO 1929 II Ostrowiec Świętokrzyski | 26 | 11 | 4 | 11 | 40     | 51     | −11   | 37  |                          |              |
| 8   | Baszta Rytwiany                      | 26 | 10 | 5 | 11 | 45     | 45     | 0     | 35  |                          |              |
| 9   | Koprzywianka Koprzywnica             | 26 | 10 | 3 | 13 | 43     | 61     | −18   | 33  |                          |              |
| 10  | Wisła Nowy Korczyn                   | 26 | 9  | 4 | 13 | 58     | 59     | −1    | 31  |                          |              |
| 11  | GKS Łoniów                           | 26 | 7  | 5 | 14 | 33     | 46     | −13   | 26  |                          |              |
| 12  | Victoria Skalbmierz (B)              | 26 | 7  | 4 | 15 | 44     | 69     | −25   | 25  | Baraże o utrzymanie      |              |
| 13  | OKS Opatów (S)                       | 26 | 6  | 6 | 14 | 31     | 44     | −13   | 24  | Spadek do Klasy B        |              |
| 14  | Huragan Wilczyce (S)                 | 26 | 3  | 3 | 20 | 36     | 88     | −52   | 12  | Spadek do Klasy B        |              |

### Baraż o utrzymanie w Klasie A
| data       | drużyna z grupy świętokrzyskiej I | drużyna z grupy świętokrzyskiej II | wynik |
| ---------- | --------------------------------- | ---------------------------------- | ----- |
| 30.06.2013 | Astra Suchedniów                  | Victoria Skalbmierz                | 2:1   |

Zwycięzca barażu: Astra Suchedniów

### Klasa B

#### grupa świętokrzyska I
| Lp. | Drużyna                 | M  | Z  | R | P  | Bramki | Bramki | Różn. | Pkt | Uwagi                                      | Bezpośrednio |
| --- | ----------------------- | -- | -- | - | -- | ------ | ------ | ----- | --- | ------------------------------------------ | ------------ |
| 1   | Tęcza Gowarczów (M) (A) | 20 | 14 | 5 | 1  | 46     | 16     | +30   | 47  | Awans do Klasy Okręgowej                   |              |
| 2   | GOKiS Masłów (B)        | 20 | 14 | 3 | 3  | 55     | 20     | +35   | 45  | Baraże o Klasę A                           |              |
| 3   | Olimp Serbinów          | 20 | 10 | 5 | 5  | 35     | 27     | +8    | 35  |                                            |              |
| 4   | Spartakus II Daleszyce  | 20 | 10 | 2 | 8  | 54     | 45     | +9    | 32  | przeniesienie do grupy świętokrzyskiej III |              |
| 5   | ULKS Łączna             | 20 | 10 | 1 | 9  | 52     | 51     | +1    | 31  |                                            |              |
| 6   | Lubrzanka II Kajetanów2 | 20 | 9  | 1 | 10 | 42     | 41     | +1    | 28  | Drużyna wycofana                           |              |
| 7   | ŁKS II Łagów            | 20 | 8  | 3 | 9  | 35     | 33     | +2    | 27  | przeniesienie do grupy świętokrzyskiej III |              |
| 8   | KS Kamienna Wola        | 20 | 7  | 2 | 11 | 32     | 48     | −16   | 23  |                                            |              |
| 9   | Klonówka Masłów2        | 20 | 5  | 2 | 13 | 31     | 60     | −29   | 17  | Drużyna wycofana                           |              |
| 10  | Płomień Wólka Kłucka    | 20 | 4  | 3 | 13 | 44     | 70     | −26   | 15  |                                            |              |
| 11  | Orlicz II Suchedniów1   | 20 | 5  | 1 | 14 | 34     | 49     | −15   | 16  | Drużyna wycofana                           |              |

#### grupa świętokrzyska II
| Lp. | Drużyna                   | M  | Z  | R | P  | Bramki | Bramki | Różn. | Pkt | Uwagi                                    | Bezpośrednio |
| --- | ------------------------- | -- | -- | - | -- | ------ | ------ | ----- | --- | ---------------------------------------- | ------------ |
| 1   | Nida Sobków (M) (A)       | 14 | 10 | 1 | 3  | 36     | 8      | +28   | 31  | Awans do Klasy Okręgowej                 |              |
| 2   | Dąb Nagłowice (B)         | 14 | 7  | 3 | 4  | 33     | 14     | +19   | 24  | Baraże o Klasę A                         |              |
| 3   | Polonia Białogon          | 14 | 8  | 0 | 6  | 26     | 29     | −3    | 24  | przeniesienie do grupy świętokrzyskiej I |              |
| 4   | Hetman II Włoszczowa      | 14 | 6  | 5 | 3  | 33     | 21     | +12   | 23  |                                          |              |
| 5   | Partyzant Wodzisław       | 14 | 6  | 3 | 5  | 29     | 25     | +4    | 21  |                                          |              |
| 6   | Start Słupia Jędrzejowska | 14 | 6  | 1 | 7  | 22     | 34     | −12   | 19  |                                          |              |
| 7   | GKS Kluczewsko            | 14 | 3  | 4 | 7  | 23     | 29     | −6    | 13  |                                          |              |
| 8   | Wierna II Małogoszcz1     | 14 | 1  | 1 | 12 | 8      | 50     | −42   | 4   | Drużyna wycofana                         |              |

#### grupa świętokrzyska III
| Lp. | Drużyna                     | M  | Z  | R | P  | Bramki | Bramki | Różn. | Pkt | Uwagi                    | Bezpośrednio |
| --- | --------------------------- | -- | -- | - | -- | ------ | ------ | ----- | --- | ------------------------ | ------------ |
| 1   | Zorza Tempo Pacanów (M) (A) | 14 | 11 | 2 | 1  | 60     | 15     | +45   | 35  | Awans do Klasy Okręgowej |              |
| 2   | Nidzica Dobiesławice (B)    | 14 | 10 | 0 | 4  | 40     | 20     | +20   | 30  | Baraże o Klasę A         |              |
| 3   | Victoria Kurozwęki          | 14 | 6  | 5 | 3  | 25     | 16     | +9    | 23  |                          |              |
| 4   | Piast II Stopnica           | 14 | 6  | 3 | 5  | 31     | 21     | +10   | 21  |                          |              |
| 5   | Zdrój II Busko-Zdrój2       | 14 | 6  | 3 | 5  | 24     | 17     | +7    | 21  | Drużyna wycofana         |              |
| 6   | GTS Raków                   | 14 | 4  | 2 | 8  | 25     | 52     | −27   | 14  |                          |              |
| 7   | Źródło Solec Zdrój          | 14 | 3  | 1 | 10 | 23     | 52     | −29   | 10  |                          |              |
| 8   | GKS Szydłów2                | 14 | 0  | 4 | 10 | 19     | 54     | −35   | 4   | Drużyna wycofana         |              |
| -   | Jawornik Gorzków1           | 0  | 0  | 0 | 0  | 0      | 0      | 0     | 0   | Drużyna wycofana         |              |

#### grupa świętokrzyska IV
| Lp. | Drużyna              | M  | Z  | R | P  | Bramki | Bramki | Różn. | Pkt | Uwagi                                      | Bezpośrednio |
| --- | -------------------- | -- | -- | - | -- | ------ | ------ | ----- | --- | ------------------------------------------ | ------------ |
| 1   | GKS Świniary (M) (A) | 20 | 15 | 2 | 3  | 65     | 31     | +34   | 47  | Awans do Klasy Okręgowej                   |              |
| 2   | Arka Pawłów (B)      | 20 | 13 | 0 | 7  | 50     | 29     | +21   | 39  | Baraże o Klasę A                           |              |
| 3   | Alit II Ożarów       | 20 | 12 | 2 | 6  | 44     | 30     | +14   | 38  |                                            |              |
| 4   | GKS Obrazów          | 20 | 11 | 0 | 9  | 43     | 36     | +7    | 33  |                                            |              |
| 5   | Strażak Bidziny      | 20 | 10 | 2 | 8  | 53     | 45     | +8    | 32  |                                            |              |
| 6   | Ester Wojciechowice  | 20 | 9  | 1 | 10 | 49     | 45     | +4    | 28  |                                            |              |
| 7   | Sokół Jachimowice    | 20 | 6  | 5 | 9  | 34     | 44     | −10   | 23  |                                            |              |
| 8   | Zorza Czajków        | 20 | 7  | 1 | 12 | 35     | 51     | −16   | 22  | przeniesienie do grupy świętokrzyskiej III |              |
| 9   | KS Tarłów            | 20 | 5  | 5 | 10 | 30     | 44     | −14   | 20  |                                            |              |
| 10  | Marol Jacentów       | 20 | 5  | 3 | 12 | 27     | 48     | −21   | 18  |                                            |              |
| 11  | LZS II Samborzec1    | 20 | 6  | 1 | 13 | 32     | 59     | −27   | 19  | Drużyna wycofana                           |              |

## Baraże o Klasę A

### Baraż I
|         | data       | drużyna z gr. świętokrzyskiej I | drużyna z gr. świętokrzyskiej II | wynik |
| ------- | ---------- | ------------------------------- | -------------------------------- | ----- |
| 1. mecz | 23.06.2013 | GOKiS Masłów                    | Dąb Nagłowice                    | 2:4   |
| rewanż  | 30.06.2013 | GOKiS Masłów                    | Dąb Nagłowice                    | 3:0   |

Zwycięzca barażu: GOKiS Masłów

### Baraż II
|         | data       | drużyna z gr. świętokrzyskiej III | drużyna z gr. świętokrzyskiej IV | wynik |
| ------- | ---------- | --------------------------------- | -------------------------------- | ----- |
| 1. mecz | 23.06.2013 | Nidzica Dobiesławice              | Arka Pawłów                      | 8:1   |
| rewanż  | 30.06.2013 | Nidzica Dobiesławice              | Arka Pawłów                      | 2:3   |

Zwycięzca barażu: Nidzica Dobiesławice